# Các nước Baltic
Các nước Baltic (cũng gọi là các quốc gia Baltic) thường được dùng để chỉ các lãnh thổ ở phía đông của biển Baltic đã giành được độc lập từ đế quốc Nga trong giai đoạn náo động của Chiến tranh thế giới thứ nhất: chủ yếu là ba nước kề sát nhau Estonia, Latvia và Litva; Phần Lan cũng nằm trong phạm vi của thuật ngữ này từ thập niên 1920 đến năm 1939. Thuật ngữ này không nên nhầm lẫn với người Balt vì thuật ngữ sau này mô tả những cư dân bản địa tại Latvia và Litva, trong khi các cư dân bản địa của Estonia và Phần Lan thuộc nhóm Finnic. Kể từ thời Trung cổ, khu vực đã phát triển một bản sắc dân tộc người Đức Balt, nó được hình thành sau Thập tự chinh Livonia.
Thuật ngữ các nước Baltic trong các ngôn ngữ bản địa là:
- tiếng Latvia: Baltijas valstis,
- tiếng Litva: Baltijos valstybės,
- tiếng Estonia: Balti riigid, Baltimaad,
- tiếng Phần Lan: Baltian maat.